# Don Juans letztes Abenteuer
Don Juan letztes Abenteuer ist ein österreichisch-ungarisches Stummfilmmelodram aus dem Jahre 1918 von Heinz Karl Heiland mit Magda Sonja und Louis Ralph in den Hauptrollen.

## Handlung
Die Modefirma Herson & Co. plant eine Modenschau, doch ist ihr ein „Probierfräulein“ (neudeutsch: Model) abhandengekommen. So stellt der Couturier Boyko eine seiner jungen Näherinnen kurzerhand als Mannequin zur Verfügung Die Wahl fällt auf Erica, ein junges Waisenmädchen. Erica ist ein hübsches, moralisch gefestigtes Fräulein, das bislang so manches unehrenhaftes Angebot ausgeschlagen hat, um „anständig“ zu bleiben. Sie macht ihren Job auf dem Laufsteg gut und erhält einigen Beifall. Trotz Gunstbezeugungen ihres Chefs und mancher Geschenke bleibt sie auch dieses Mal standhaft. Eines Abends geht sie mit einigen Arbeitskolleginnen in ein Nachtlokal. Da ihr Arbeitgeber aber ausdrücklich den Besuch solcher „zweifelhafter Etablissements“ verboten hat, werden alle an der nächtlichen Sause beteiligten Frauen daraufhin entlassen. Für Erica bedeutet dies der Beginn eines stetigen sozialen Niedergangs, denn anders als ihre Freundinnen aus der Nähstube will sie sich nicht von irgendwelchen reichen Gönnern aushalten lassen, sondern auch unter erschwerten Bedingungen ehrbar bleiben.
Als eines Abends am Nachbartisch ein soignierter Baron namens Bergheim Platz genommen hat, treffen sich seine und Ericas Blicke. Der Edelmann mit mutmaßlich dunkler Vergangenheit – nach Jahren der selbstgewählten Einsamkeit auf seinem Familienschloss ist er auf Anraten seines Arztes jetzt erstmals wieder unter Leute gegangen – bittet Erica an seinen Tisch. Der Eremit eigenen Willens und das nunmehr arbeitslose Rührmichnichtan teilen dieselbe, schwermütige Stimmung, und angesichts dieser ersten Gemeinsamkeit ziehen sich beide in ein Separee zurück. Dort spielt Erica dem Baron am Klavier ein Lied vor; er ist genau das Lieblingslied eines Mädchens, das der Grandseigneur einst geliebt hatte. Der Baron blickt zu Erica und entdeckt an ihr ein Medaillon, das er einst „seinem“ Mädchen geschenkt hatte. Ist sie also diejenige, welche…?
Der Baron erzählt seine Lebensgeschichte. Einst war er ein Schwerenöter, ein Womanizer, ein wahrer Don Juan. Kein Ziel war ihm zu hochgesteckt, keine Aufgabe zu schwer, wenn es darum ging, das Herz einer Frau zu erobern. Die Förstertochter, die ihn einst aus Lebensgefahr gerettet hatte, hatte er im Sturm genommen und ebenso schnell wieder weggeworfen, als ihm langweilig mit ihr wurde. Diese Förstertochter, vom adeligen Tunichtgut geschwängert, wurde daraufhin von ihrem Vater verstoßen. Dieses Mädchen ging daraufhin allein in die Welt hinaus und brachte ihr uneheliches Kind zur Welt, ohne je mehr wieder etwas von sich hören zu lassen. Baron Bergheim kann sein spätes Glück kaum fassen: Nun steht seine eigene Tochter vor ihm, und Don Juans letztes Abenteuer findet in dem Moment, in dem er seine eigene Tochter in den Arm nehmen kann, ein glückliches Ende.

## Produktionsnotizen
Don Juan letztes Abenteuer wurde am Rheinfall und in Schaffhausen gedreht. Die Uraufführung erfolgte am 11. Oktober 1918 in Wien. Der Vierakter besaß eine Länge von etwa 1500 Meter.
An diesem Film sollen sechs Kameraleute beteiligt gewesen sein.